# Бажоле, Бернар
Бернар Бажоле (фр. Bernard Bajolet, род. 21 мая 1949) — французский государственный деятель, дипломат и сотрудник разведки. В 2013—2017 годах — генеральный директор Генерального директората внешней безопасности (французской внешней разведки).

## Биография
Получил среднее образование в лицее Анри Пуанкаре в Нанси, в 1971 году окончил Институт политических исследований в Париже, после чего проходил военную службу, в основном в Германии (11-й инженерный полк в Раштатте). В 1975 году окончил Национальную школу администрации, где учился вместе с Мартин Обри, Паскалем Лами и Аленом Минком, защитил диплом по роману Д.Джойса «Улисс» . Большую часть своей карьеры Бажоле работал в министерстве иностранных дел Франции.
С 1975 по 1978 годы Бажоле работал первым секретарем посольства Франции в Алжире, именно тогда он познакомился с будущим президентом Франции Франсуа Олландом, который проходил стажировку в посольстве в течение восьми месяцев в 1978 году.
В 1978 году Бажоле был назначен в центральный аппарат министерства в Париже, работал в аппарате Луи Деламара (впоследствии убитого в Ливане), где курировал вопросы европейской политики, в 1979 году назначен первым секретарем посольства Франции в Люксембурге, в 1981 — вторым советником посольства Франции в Риме, где курировал военные вопросы. В 1985—1986 годах преподавал в Гарвардском университете, после чего он написал книгу «Соединенные Штаты и оборона в Европе».
В 1986 году Бажоле был назначен на должность советника посольства в Дамаске, где усовершенствовал свои знания арабского языка. В 1991 году Бажоле занимал должность заместителя директора департамента Северной Африки и Ближнего Востоке в министерстве иностранных дел, затем был послом Франции в Иордании (1994—1998), Боснии и Герцеговине (1999—2003), Ираке (2004—2006) и Алжире (2006—2008).
Бажоле занимал пост посла Франции в Афганистане с февраля 2011 года по апрель 2013 года, в этой должности принимал участие в освобождении из плена моджахедов двух французских заложников, Пьера Борги и Шарля Баллара. Ранг чрезвычайного и полномочного посла ему был присвоен в мае 2013 г.
23 июля 2008 Бажоле был назначен президентом Николя Саркози на вновь созданную должность национального координатора разведки и занимал её до февраля 2011 года.
10 апреля 2013 года президентом республики Ф. Олландом Бажоле назначен главой Генерального директората внешней безопасности. Отправлен в отставку 20 мая 2017 года, на посту главы разведки его сменил генерал-лейтенант Жан-Пьер Паласе.
18 октября 2022 года Бернару Бажоле было предъявлено обвинение в «соучастии в попытке вымогательства» и «произвольном посягательстве на личную свободу со стороны лица, обладающего государственной властью» против Алена Дюмениля, франко-швейцарского бизнесмена, который обвиняет разведывательную службу в применении принуждения. требовать от него деньги в 2016 году.